# Stokka
Stokka est une localité du comté de Nordland, en Norvège.

## Géographie
Administrativement, Stokka fait partie de la kommune de Vevelstad.